# Vojnův Městec
Vojnův Městec (en allemand : Münchsberg) est un bourg (městys) du district de Žďár nad Sázavou, dans la région de Vysočina, en Tchéquie. Sa population s'élevait à 773 habitants en 2020.

## Géographie
Vojnův Městec se trouve à 5 km à l'est- sud-est du centre de Ždírec nad Doubravou, à 13,7 km au nord-nord-ouest de Žďár nad Sázavou, à 38 km au nord-est de Jihlava et à 114 km au sud-est de Prague.
La commune est limitée par Studnice au nord, par Herálec et Cikháj à l'est, par Škrdlovice, Karlov, Polnička et Radostín au sud, et par Krucemburk à l'ouest.

## Histoire
La première mention écrite de la localité date de 1293.

## Administration
La commune se compose de deux quartiers :
- Nová Huť
- Vojnův Městec

## Transports
Par la route, Vojnův Městec se trouve à 5 km de Ždírec nad Doubravou, à 14,5 km de Žďár nad Sázavou, à 50 km de Jihlava et à 145 km de Prague.